# Степногірськ
Степногірськ (до 1987 року — Сухоіванівка) — селище в Україні, адміністративний центр Степногірської селищної громади Василівського району Запорізької області. Селищній громаді  підпорядковані населені пункти: Жереб'янки, Лобкове, Лук'янівське, Малі Щербаки, Павлівка, Приморське, П'ятихатки та Степове. Населення — 350 осіб (2025).

## Географія
Селище Степногірськ розташоване за 39 км від обласного центру, 23,7 км від районного центру та 2,5 км від лівого берега Каховського водосховища (Дніпро). Найближче сусіднє село Плавні (за 2 км). Поруч пролягає автошлях міжнародного значення М18E105. Найближча залізнична станція Плавні-Пасажирська (за 3 км). Загальна площа селища — 408,2 га. 

## Історія
Село Сухоіванівка засноване у 1921 році вихідцями з села Янчекрак (нині — Кам'янське). У 1987 році отримало сучасну назву — Степногірськ.
За часів СРСР в селищі існувала центральна садиба радгоспу — технікуму «Перемога», якому належало 7,5 тис. га земельних угідь, з них орної землі — 5,3 тис. га, садів — 141 га, городів — 180 га. Господарство вирощувало зернові культури; було розвинуте м'ясо-молочне тваринництво. В селі існувала лісопильня. У 1969 році було зібрано по 23 цнт пшениці з га тваринники виробили по 624 цнт молока та 85,9 цнт м'яса на 100 га земельних угідь. За післявоєнні роки в селі зведено 265 індивідуальних житлових будинків.
Найкращі часи в історії селища розпочалися у 1980-х роках, на останньому подиху радянської системи. Передбачалось, що воно стане шахтарським містом, адже поблизу знайшли поклади марганцевої руди, для видобування якої створили Таврійський гірничо-збагачувальний комбінат. Працювати сюди їхали здебільшого молоді сім'ї, яких приваблювали не лише достатні заробітки, а й можливість швидко отримати квартиру. У мікрорайонах будували гуртожитки, дитячі садки, школи, їдальні, будинки культури. 
Ніщо не передбачало катастрофи, але несподівано виробництво визнали нерентабельним. У березні 1995 року Міністерство промислової політики України гірничо-збагачувальний комбінат було законсервувало. Відтак майже 2 тисячі працівників комбінату залишилися без роботи. Одразу почався занепад міста. Це дуже сильно позначилося на кількості населення міста, частина мешканців переїхала до Запоріжжя (25–30 км) та інших міст, просто лишаючи квартири. Так у Степногірську з колишніх 8 тисяч жителів залишилась половина. 
Згодом до безробіття долучилися комунальні проблеми, які були сховані під землею. Спочатку розрізали й вивезли, ймовірно, на брухт, труби газопроводу, який мав з'єднати селище із магістральною системою, що за 20 км звідси. З ним зникли надії на газифікацію. Не безмірними виявилися підземні газові ємності, які постачали газ на кухні багатоповерхівок. Людям довелося переходити на електроплити. 
Через високу концентрацію у воді марганцю почав руйнуватися водогін, який доставляє її з артезіанських свердловин за 12 км від селища. Нині воду подають 2-3 рази на добу, її практично не очищують, бо вийшли з ладу очисні споруди. Потужна котельня, через велику відстань від мікрорайонів, обігрівала не будинки, а повітря. Люди, не отримуючи тепла, перестали за нього платити і перейшли на індивідуальне обігрівання житла електрокамінами. Цього не витримали електромережі. Щоб зменшити навантаження на стареньке обладнання, селищна рада під'єднала до мереж ліфтові кабелі, адже ліфти нерухомо стоять уже десять років. Так клубок побутових проблем впав на голови степногірців.

### У Незалежній Україні
Всупереч чуткам, нині селище не виглядає таким, як у 1990-ті роки, сюди ніби повернулося життя. Кількість безробітних знизилась, подорожчало житло. Чимало городян працюють у Запоріжжі — на «Запоріжсталі», залізобетонному комбінаті, АвтоЗАЗі. Налагодилось транспортне сполучення, нині є можливість під'їхати до приміських поїздів до станції Плавні-Вантажні, а автобусом до Запоріжжя, із заїздом на 3-й мікрорайон, який курсує через кожні 40 хвилин. Дитячий садок нарешті може витратити гроші не на ремонт, а на новий килим. І найголовніше — зросла народжуваність. Нині у Степногірську проживає понад 60 малят віком до одного року, а у дитячих садочках утворилася черга.
12 червня 2020 року, відповідно до розпорядження Кабінету Міністрів України № 713-р «Про визначення адміністративних центрів та затвердження територій територіальних громад Запорізької області», Степногірська селищна рада об'єднана з Степногірською селищною громадою.
26 січня 2024 року в Україні набув чинності Закон № 3285-IX, який передбачає дерадянізацію адміністративно-територіального устрою України, то ж селище міського типу Степногірськ набуло статусу селища.

### Російське вторгнення в Україну (з 2022)

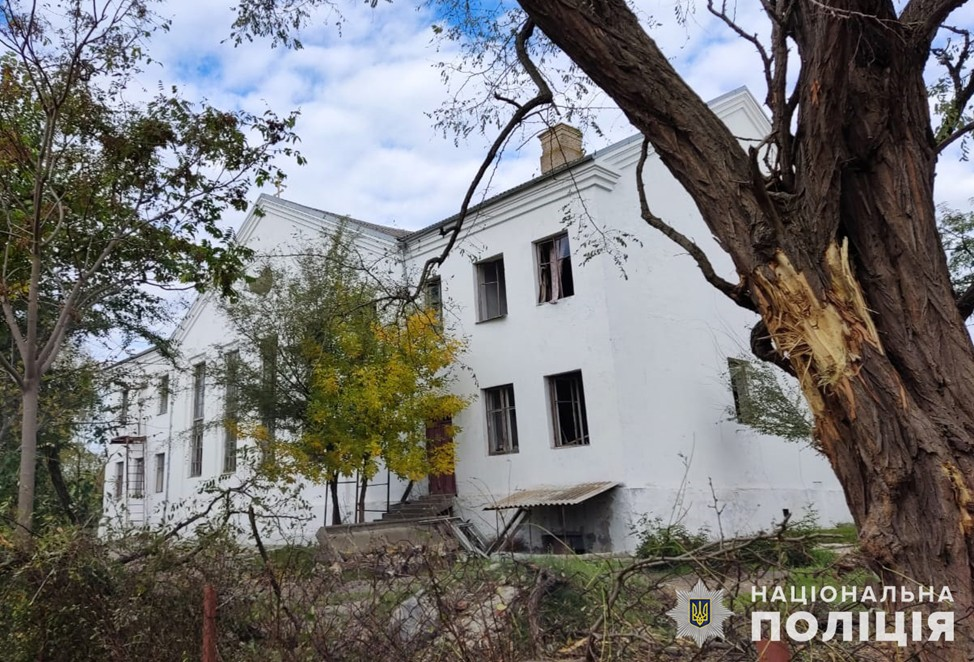
Церква святої Варвари після обстрілу 14 жовтня 2022

Із початком широкомасштабного російського вторгнення в Україну місто Степногірськ систематично перебуває під обстрілами російських окупантів.
13 липня 2022 року окупанти завдали удару касетними снарядами по багатоповерховим будинках та цивільній інфраструктурі Степногірська. Зокрема, руйнування зазнала місцева амбулаторія сімейної медицини, трансформаторна підстанція, через що без електрики залишилося близько 200 споживачів.
2 серпня 2022 року російські окупанти прицільно обстріляли дитячий дошкільний навчальний заклад селища Степногірськ, який вже вдруге ставав мішенню окупантів. Вперше на початку червня снаряд влучив у подвір'я дошкільного закладу.
В ніч на 6 серпня 2022 року окупанти здійснили обстріл промзони Степногірська, в результаті якого зазнала пошкоджень електропідстанція, що призвело до відключення електропостачання у всіх населених пунктах Степногірської селищної громади.
23 лютого 2023 року окупаційні війська рф здійснили обстріл по інфраструктурі Степногірська. Внаслідок ворожої артилерійської атаки постраждала школа та багатоповерховий будинок.
15 травня 2024 року, ввечері, російські окупанти здійснили обстріл з авіації по селищу Степногірськ, внаслідок чого зруйнований гуманітарний штаб селища.
Селище Степногірськ, за декілька кілометрів від лінії бойового зіткнення, майже весь час обстрілюється російськими окупантами та попри постійні звуки артилерії, в селищі залишаються близько 1000 мешканців.

## Населення

### Чисельність населення
| 1989 | 2001 | 2011 | 2012 | 2013 | 2017 | 2018 | 2019 | 2016 |
| ---- | ---- | ---- | ---- | ---- | ---- | ---- | ---- | ---- |
| 6083 | 4732 | 4505 | 4534 | 4510 | 4450 | 4438 | 4420 | 4476 |

### Мова
Розподіл населення за рідною мовою за даними перепису 2001 року:
| Мова            | Кількість | Відсоток |
| --------------- | --------- | -------- |
| українська      | 2531      | 52.49%   |
| російська       | 2265      | 46.97%   |
| вірменська      | 12        | 0.25%    |
| болгарська      | 4         | 0.08%    |
| білоруська      | 3         | 0.06%    |
| інші/не вказали | 7         | 0.15%    |
| Усього          | 4822      | 100%     |

## Економіка
- Таврійський гірничозбагачувальний комбінат (підприєство з видобутку марганцевої руди нині законсервано).
- Степногорський гірничозбагачувальний комбінат (законсервований).
- ТОВ «Зоря».
- ТОВ «Омела».
- СПК «Перемога».
- ТОВ «Дніпроспецбуд».
- ПАТ «Приватбанк».
- Ощадбанк
- Ринок з торговими кіосками продовольчих і промислових груп товарів, а також речові ряди.

## Об'єкти соціальної сфери
- Школа[12]. У школі проводяться освітньо-пізнавальні дитячі гуртки, музичні гурти, танцювальні, спортивні, бібліотека, фітнес-групи.
- Лікарня з поліклінікою та стаціонаром.
- Аптеки.
- Два дошкільних навчальних заклади.
- Степногірський будинок культури «Мир».
- Приватний стоматологічний кабінет.

## Транспорт
З початку російського вторгнення в Україну у 2022 році до міста є лише можливість дістатися автобусними маршрутами у напрямку Запоріжжя (АС-3) (кожні 40 хвилин). У напрямку міста Василівка, а також рух приміських електропоїздів від/до станції Плавні-Вантажні (за 2,5 км), від якої були узгоджені атобусні рейси до Степногірська, тимчасово припинено до звільнення тимчасово окупованих територій від російських загарбників.

## Релігія
- Храм на честь святої великомучениці Варвари[13][14]
- Дім молитви євангельських християн-баптистів[15].

## Пам'ятки
- Парк Алеї Слави полеглих воїнів під час Другої світової війни.
- Два шкільні стадіони з футбольними полями, на одному з них проводяться сезонні міжрегіональні матчі з футболу серед команд Василівського району.